# Theridion artum
Theridion artum är en spindelart som beskrevs av Claude Lévi 1959. Theridion artum ingår i släktet Theridion och familjen klotspindlar. Inga underarter finns listade i Catalogue of Life.